# Rio Prêto (vattendrag i Brasilien, Rondônia, lat -8,80, long -63,70)
Rio Prêto är ett vattendrag i Brasilien.   Det ligger i delstaten Rondônia, i den centrala delen av landet, 1 900 km väster om huvudstaden Brasília.
I omgivningen kring Rio Prêto växer i huvudsak städsegrön lövskog. Området är  mycket glesbefolkat, med 2 invånare per kvadratkilometer.